# Deir el-Medina
Deir el-Medina var en landsby i oldtidens Egypten, hvor rigets bedste håndværkere boede under faraonernes styre. Disse håndværkere stod under direkte kontrol af den siddende farao, hvilket betyder, at de var sat uden for loven. Adgang til deres landsby var strengt forbudt for uvedkommende og beskyttet af tre kontrolposter, bevogtet af militær.
Håndværkernes arbejde bestod i at udarbejde, i tæt samarbejde med faraoen, de hellige grave i henholdsvis kongernes og dronningernes dale. Desuden opførte de også evighedstempler for faraonerne, heriblandt Ramesseum (Ramses II's evighedstempel) som er det største. Evighedstemplets funktion var at overføre en evig strøm af energi til faraos ka (sjæl), således han kunne udholde det enorme pres ved at være farao.
25°43′42″N 32°36′05″Ø / 25.7283°N 32.6014°Ø